# Мъркюри Рекърдс
„Мъркюри Рекърдс“ (на английски: Mercury Records) е американска музикална компания, създадена през 1945 г. в Чикаго. Записва джаз, блус, класическа музика, рокендрол и с кънтри музиканти. Известни изпълнители са:
- „Афродайтис Чайлд“
- Демис Русос
- Бейбифейс
- Джозефин Бейкър
- Чък Бери
- „Бон Джови“
- Джони Холидей
- Елтън Джон
- „Металика“
- „Кис“
- „Скорпиънс“